# The Governor's Decision
The Governor's Decision è un cortometraggio muto del 1916 diretto da Herbert Brenon.

## Produzione
Il film fu prodotto dall'Independent Moving Pictures Co. of America (IMP).

## Distribuzione
Distribuito dall'Universal Film Manufacturing Company, il film uscì nelle sale cinematografiche USA il 26 ottobre 1916.